# Angera
Angera är en ort och kommun i provinsen Varese i regionen Lombardiet i Italien. Kommunen hade 5 489 invånare (2018).